# 中高大一貫教育
中高大一貫教育（ちゅうこうだい いっかんきょういく）とは、中等教育（一般の中学校や高等学校、中等教育学校で行われている教育）と高等教育（一般の大学・短期大学で行われている教育）の課程を調整し、無駄をはぶいて一貫性を持たせた体系的な教育方式のことである。これを行っている学校のことを中高大一貫校という。多くの私立大学とその付属中等教育学校で行われている。

## 概要
無試験で上級学校に進学する学校を俗に「エスカレーター式」と呼ぶことがあるため、中高大一貫校もこのように呼ばれることがある。

## 中高大一貫校の一例
- 東北学院中学校・高等学校、東北学院榴ケ岡高等学校 - 東北学院大学[1]
- 早稲田大学高等学院・中学部 - 早稲田大学
- 慶應義塾湘南藤沢中等部・高等部 - 慶應義塾大学
- 女子美術大学付属高等学校・中学校 - 女子美術大学[2]
- 皇學館中学校・高等学校 - 皇學館大学
- 立命館守山中学校・高等学校 - 立命館大学
- 関西大学第一高等学校 - 関西大学[3]
- 同志社香里中学校・高等学校 - 同志社大学、同志社女子大学（独立の学校群の位置づけだが進学率98%[4]）